# Referendum w Gruzji w 1991 roku
Referendum w Gruzji w 1991 roku – referendum przeprowadzone 31 marca 1991, w którym ok. 99% głosujących opowiedziało się za niepodległością kraju. W następstwie 9 kwietnia 1991 Gruzja ogłosiła niepodległość.
Pod koniec lat 80. XX wieku na obszarze Gruzińskiej SRR nasiliły się tendencje niepodległościowe, co było wówczas typowe dla większości republik wchodzących w skład ZSRR i przyczyniło się do jego rozpadu. W roku 1991 podjęto decyzję o organizacji referendum, którym Gruzini mieli zdecydować o przyszłości swojego kraju. 31 marca wyborcy głosując odpowiadali na pytanie Czy popierasz przywrócenie niepodległości Gruzji zgodnie z Deklaracją Niepodległości Gruzji z 26 maja 1918 r.?, czyli nawiązujące do historii Demokratycznej Republiki Gruzji istniejącej do momentu sowieckiego podboju. W rezultacie niemal jednomyślnego wyniku 9 kwietnia 1991 roku doszło do ogłoszenia niepodległości przez Gruzję.